# Øglebaza
Øglebaza (Aviceda madagascariensis) er en rovfugl i høgefamilien. Den findes kun på Madagaskar. Øglebazaen er 40-44 cm lang, har et vingefang på 90-100 cm og har en halefjerslængde på 20-23 cm. Den lægger op til 4 æg, som den udruger på 32 dage. Ungerne er flyvefærdige efter 5 uger.